# 26334 Melimcdowell
26334 Melimcdowell este un asteroid din centura principală de asteroizi.

## Descriere
26334 Melimcdowell este un asteroid din centura principală de asteroizi. A fost descoperit pe 21 noiembrie 1998 la Socorro, New Mexico, în cadrul proiectului LINEAR. Asteroidul prezintă o orbită caracterizată de o semiaxă mare de 2,92 ua, o excentricitate de 0,07 și o înclinație de 3,1° în raport cu ecliptica.